# Tập đoàn quân 1 (Đế quốc Nga)
Tập đoàn quân 1 (Tiếng Nga: 1-я армия) - Tổ chức tác chiến vũ khí hỗn hợp tạm thời  của Quân đội Đế quốc Nga trong thời gian của cuộc chiến tranh Nga-Thổ Nhĩ Kỳ (1828 - 1829) , đàn áp cuộc nổi dậy của Ba Lan  (1830 - 1831)  và Chiến tranh thế giới thứ nhất (hình thành từ các đội hình, đơn vị, tổ chức và cơ sở của Quân khu Vilna).